# Miguel Pardo Iraola
Miguel Pardo Iraola (Lima, Perú, 1816 - Chile, 14 de octubre de 1863) fue alcalde de Lima de 1862 a 1863.
Sus padres fueron Francisco Pardo y Gregoria Iraola.
Empezó siendo uno de los concejales del ayuntamiento de Lima, cuando este, tras 16 años de receso, volvió a funcionar en 1857 en cumplimiento de lo estipulado en la Constitución liberal de 1856, en lo concerniente a la restitución en todo el país de los gobiernos municipales.
Por ausencia reiterada del alcalde Francisco González de Prada y de su teniente alcalde Felipe Barreda, Pardo ejerció interinamente la alcaldía y de manera intermitente, entre 1857 y 1858. De entonces destaca el reglamento de carruajes que expidió el 28 de diciembre de 1857, que provocó muchas protestas y que fue aprobado por el Consejo de Ministros el 30 de enero del año siguiente.
En 1859 volvió a ejercer interinamente el gobierno municipal, por ausencia del titular Julián de Zaracondegui.
Posteriormente fue elegido alcalde titular, en reemplazo del coronel Estanislao Correa y Garay, ejerciendo desde el 27 de agosto de 1862 hasta el 18 de marzo de 1863, cuando fue sucedido por el mariscal Antonio Gutiérrez de la Fuente.
| Predecesor: Estanislao Correa y Garay | Alcalde Metropolitano de Lima 27 de agosto de 1862 a 18 de marzo de 1863 | Sucesor: Antonio Gutiérrez de la Fuente |